# Witkowice (Kraków)
Witkowice – obszar Krakowa wchodzący w skład Dzielnicy IV Prądnik Biały, dawna wieś.
Przez Witkowice przepływają Prądnik (Białucha) i Bibiczanka. Znajduje się tu Park Leśny Witkowice.
Pierwsza informacja o wsi Witkowice pochodzi z kroniki Jana Długosza, w której jest napisane, iż ówczesną wieś zwaną wtedy Prądnikiem, podarował kapitule krakowskiej proboszcz krakowski Wit (łac. Witus), żyjący w pierwszej połowie XIII wieku. Kazimierz IV Jagiellończyk w 1464 r. przeniósł wieś z prawa polskiego na prawo magdeburskie. W ogrodzie dworu kapituły krakowskiej ok. 1677 r. wystawiono zachowaną do dziś murowaną ośmioboczną kaplicę św. Magdaleny; zachowała się także pochodząca z 1632 r. przydrożna figura Męki Pańskiej.
W połowie XIX wieku na terenie wsi zlokalizowano umocnienia ziemne zewnętrznego pierścienia Twierdzy Kraków oraz prochownię, którą w 1927 r. zniszczył wraz z częścią zabudowy wsi potężny wybuch amunicji.
W 1918 wraz z Kazimierz Majewski i Emil Godlewski założyli w Witkowicach Zakład Leczniczo-Wychowawczy dla Dzieci Chorych na jaglicę, działający do 1950.
1 czerwca 1941 miejscowość została przyłączona do Krakowa jako XXXIX dzielnica katastralna.
W latach 90. nad doliną Prądnika wzniesiono Osiedle Witkowice Nowe.
W Witkowicach urodził się znany aktor Jerzy Bińczycki, odtwórca roli m.in. Bogumiła Niechcica w filmie Noce i dnie w reżyserii Jerzego Antczaka. Jego imię nosi znajdująca się w Witkowicach Szkoła Podstawowa nr 68.

## Galeria

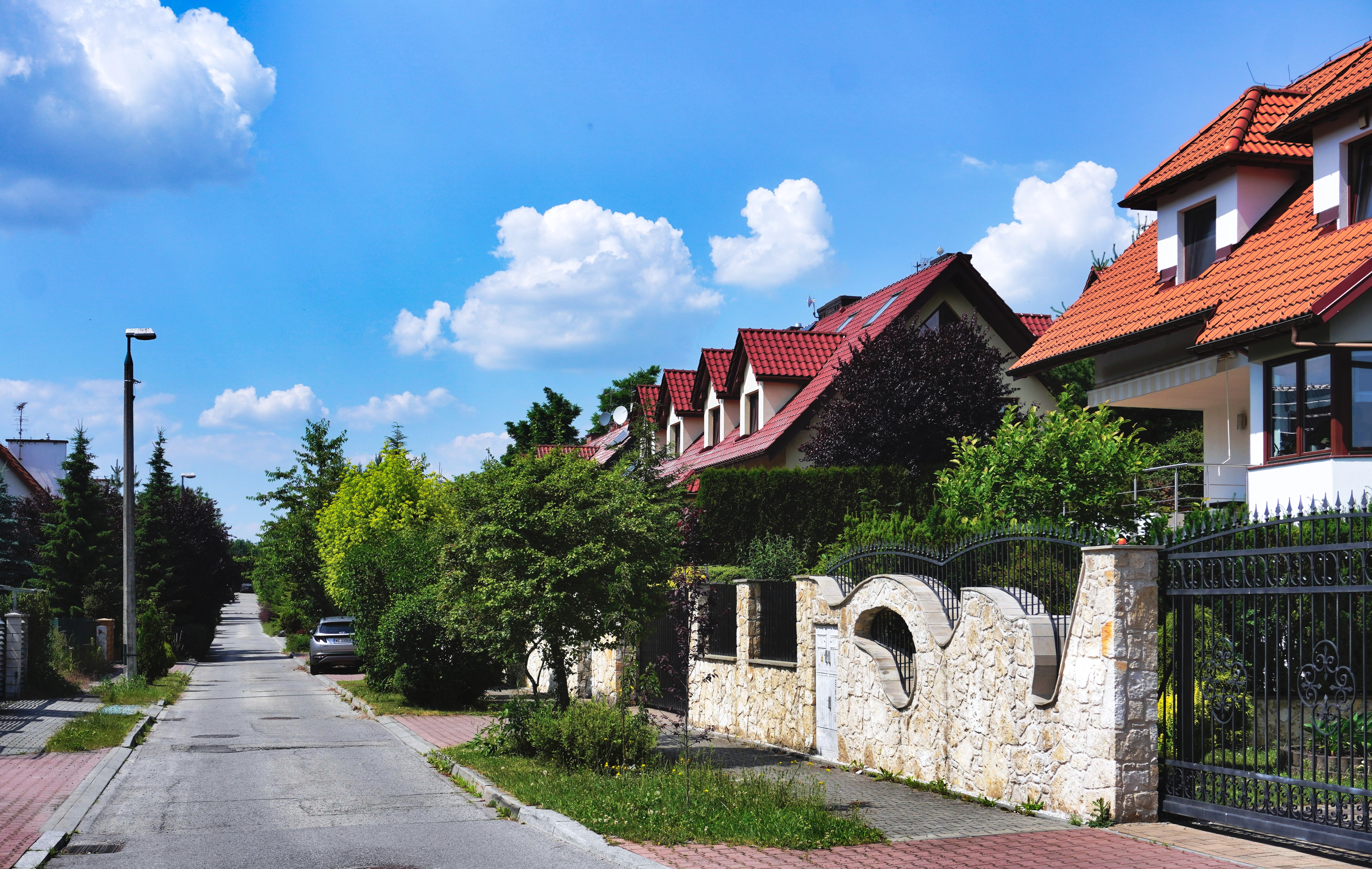
Ulica Koło Białuchy
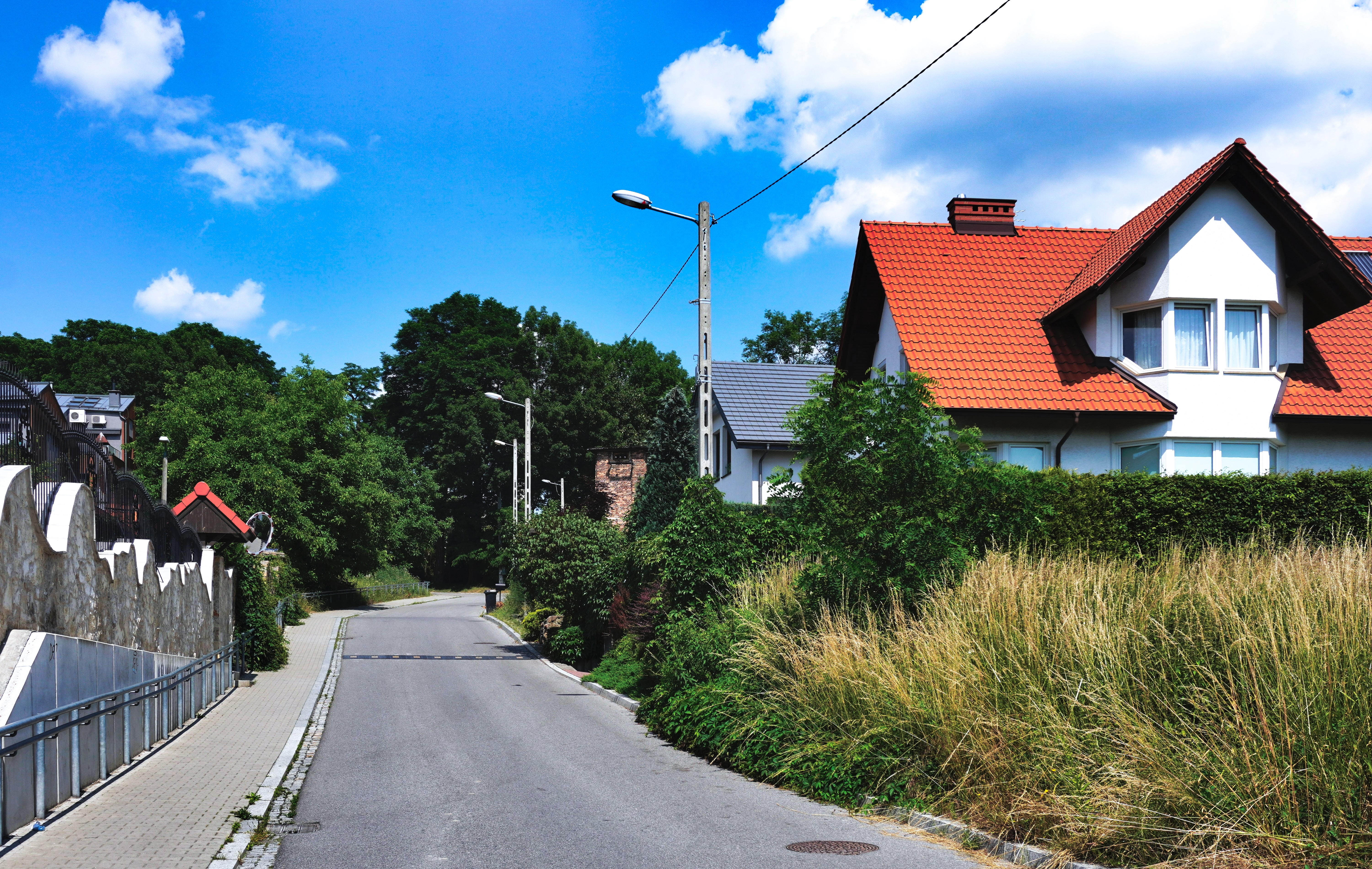
Ulica Turowiec
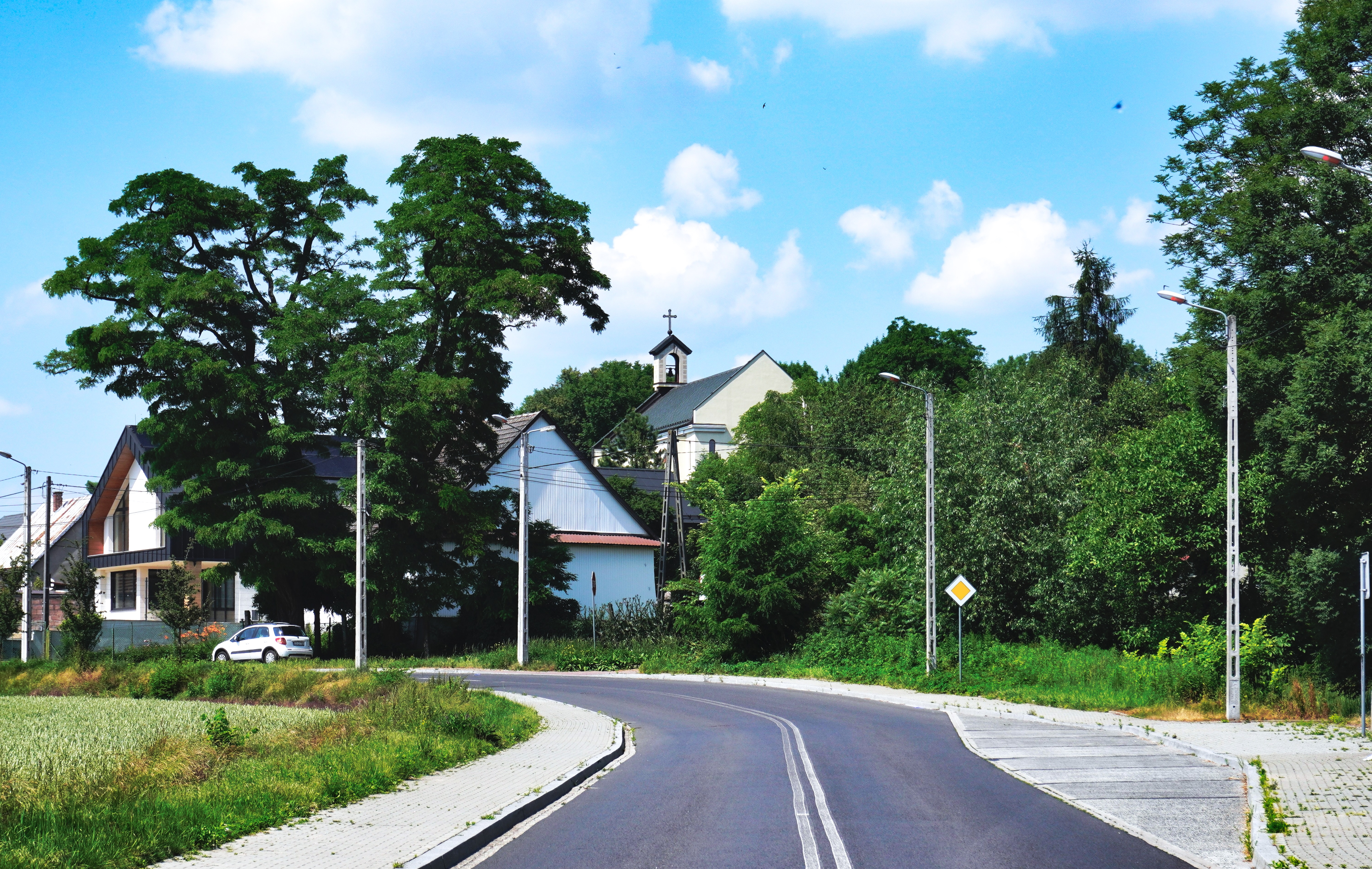
Ulica Głogowa